# Șiclod, Harghita
Șiclod (în maghiară Siklód) este un sat în comuna Atid din județul Harghita, Transilvania, România.

 Acest articol despre o localitate din județul Harghita este deocamdată un ciot. Puteți ajuta Wikipedia prin completarea lui.